# Rino Marchesi
Rino Marchesi (* 11. Juni 1937 in San Giuliano Milanese) ist ein ehemaliger italienischer Fußballspieler und -trainer.
Rino Marchesi war während seiner aktiven Laufbahn für seine gute Technik bekannt und konnte mit seiner großen Übersicht das Spiel aus der Abwehr heraus sehr gut organisieren.

## Spielerkarriere

### Im Verein
Rino Marchesi begann seine Karriere als Mittelfeldspieler, später wurde er meist auf der Position des Liberos eingesetzt. Seine erste Profistation war Atalanta Bergamo, wo er von 1957 bis 1960 spielte. Danach wechselte er zur AC Florenz, mit der er in der Saison 1961/62 das Finale im Europapokal der Pokalsieger erreichte, was man im Wiederholungsspiel mit 0:3 gegen Atlético Madrid verlor. In der Saison 1965/66 gewann Marchesi mit Florenz die Coppa Italia. Bei der Fiorentina war er von 1960 bis 1965 Stammspieler, in der Saison 1965/66 kam er nur noch auf zwei Einsätze in der ersten Mannschaft. Deshalb wechselte er im Sommer 1966 zu Lazio Rom, wo er die folgenden fünf Spielzeiten unter Vertrag stand. Im Jahr 1971 ging Marchesi schließlich zur AC Prato in die Serie C, wo er 1973 seine aktive Laufbahn beendete.

### In der Nationalmannschaft
Marchesi absolvierte in seiner Karriere zwei Länderspiele für die italienische Fußballnationalmannschaft. Er debütierte am 15. Juni 1961 unter Giovanni Ferrari beim 4:1 gegen Argentinien, danach spielte er noch einmal am 5. Mai 1962 beim 2:1 gegen Frankreich.

## Trainerkarriere
Rino Marchesis erste Station als Trainer einer Profimannschaft war im Jahre 1973 bei Montevarchi Calcio Aquila 1902, danach trainierte er die AC Mantova, Ternana Calcio, Como Calcio, Udinese Calcio, die AC Venedig, SPAL Ferrara, die US Lecce, Avellino Calcio, die SSC Neapel und Juventus Turin.
Sein größter Erfolg als Trainer war das Erreichen des dritten Platzes in der Serie A im Jahre 1981 mit der SSC Neapel, als man die Meisterschaft nur knapp verpasste. Später war Marchesi bei Napoli Diego Maradonas erster Trainer in Italien.
Von 1986 bis 1988 war Rino Marchesi Trainer bei Juventus Turin. Er schaffte mit der Mannschaft jedoch keine vorzeigbaren Resultate, vor allem deswegen, weil die Mannschaft sich im Umbruch befand, da die Ära des großen Stars des Teams, Michel Platini, während seiner Amtszeit zu Ende ging.